# Аминькай
Аминькай — деревня в Чернушинском районе Пермского края. Входит в состав Сульмашинского сельского поселения.
Находится примерно в 9 км к северу от центра города Чернушки.

## Население
По результатам переписи 2010 года численность населения составила 220 человек, в том числе 101 мужчина и 119 женщин.
В 2005 году численность населения составляла 215 человек.